# NGC 466
NGC 466 ist eine Linsenförmige Galaxie vom Hubble-Typ S0/a im Sternbild Tukan am Südsternhimmel. Sie ist schätzungsweise 230 Millionen Lichtjahre von der Milchstraße entfernt und hat einen Durchmesser von etwa 130.000 Lichtjahren. Die Galaxie ist Teil der 10 Mitglieder zählenden NGC 434-Gruppe (LGG 19).

Im selben Himmelsareal befinden sich u. a. die Galaxien NGC 484.
Das Objekt wurde am 3. Oktober 1836 von dem britischen Astronomen John Herschel entdeckt.